# Verzorgingsplaats De Haere
Verzorgingsplaats De Haere is een Nederlandse verzorgingsplaats gelegen aan de A28 Groningen - Utrecht tussen afritten 16 en 15 nabij 't Harde.
De naam De Haere komt van het nabijgelegen landgoed De Haere (Doornspijk, gemeente Elburg), een natuurgebied van Het Geldersch Landschap.
Aan de andere kant van de snelweg ligt even verderop verzorgingsplaats De Kraaienberg.
Richting Groningen: Vanenburg · Dasselaar · Leuvenhorst · Willemsbos · De Kraaienberg · Bornheim · De Markte · Dekkersland · Lageveen · Smalhorst · Peelerveld · Glimmermade
Richting Utrecht: Witte Molen · Zeijerveen · De Mussels · Panjerd · Haerst ·  't Loo · Vosbergen · De Haere · Hendriksbos · Drielander · Oldenaller · Hooglanderveen